# Duy Khánh
Duy Khánh (1936–2003), tên thật là Nguyễn Văn Diệp, còn có nghệ danh Tăng Hồng, Hoàng Thanh, ông là nam ca sĩ, nhạc sĩ người Việt Nam. Ông nổi danh từ thập niên 1960, ban đầu với những bài hát mang âm hưởng dân ca và "dân ca mới" của Phạm Duy, nhạc về quê hương, về sau ông được xem như là 1 trong 4 giọng nam nổi bật nhất của nhạc vàng thời kỳ đầu (Tứ trụ nhạc vàng), 3 người còn lại là: Nhật Trường, Hùng Cường, Chế Linh. Ông còn được biết đến như một nhạc sĩ tài năng với hơn 30 ca khúc đặc sắc. Duy Khánh còn được biết với giọng hát rú rí và đổ hột.

## Cuộc đời
Duy Khánh sinh ngày 1 tháng 6 năm 1936 tại làng An Cư, xã Triệu Phước, huyện Triệu Phong, tỉnh Quảng Trị, là con áp út trong một gia đình vọng tộc gốc thuộc dòng dõi Quận công Nguyễn Văn Tường, Phụ chánh đại thần triều Nguyễn. Dòng họ Nguyễn này có vợ của Trung tướng Hoàng Xuân Lãm.
Năm 1952, Duy Khánh đoạt giải nhất cuộc thi tuyển lựa ca sĩ của đài phát thanh Pháp Á tại Huế với bài hát Trăng thanh bình. Sau đó ông chuyển vào Sài Gòn để theo đuổi nghề ca hát.
Vào Sài Gòn, ông bắt đầu ghi âm đĩa nhựa và đi diễn khắp nơi với nghệ danh Hoàng Thanh. Ông trở thành một trong ba giọng nam được yêu thích nhất, cùng với Duy Trác, Anh Ngọc. Thời kỳ này tên tuổi của ông gắn liền với những bài có âm hưởng dân ca và "dân ca mới" của Phạm Duy: Vợ chồng quê, Ngày trở về, Nhớ người thương binh, Tình nghèo, Quê nghèo, Về miền Trung... rồi đổi nghệ danh là Duy Khánh. Chữ "Duy" trong Phạm Duy, còn "Khánh" là tên một người bạn thân của ông.
Ông bắt đầu viết nhạc từ năm 1959, nhạc ông thường nói về tình yêu quê hương, mang hơi dân ca xứ Huế và được đón nhận nồng nhiệt, ngay từ hai sáng tác đầu tay: Ai ra xứ Huế, Thương về miền Trung.
Ngoài ra, từ đầu thập niên 1960 cho đến năm 1975, Duy Khánh còn lập nhóm chủ trương xuất bản tờ nhạc mang tên 1001 Bài Ca Hay quy tụ được nhiều tác phẩm của các nhạc sĩ nổi tiếng thời điểm đó như Trần Thiện Thanh, Nhật Ngân, Hoài Linh, Lam Phương, Trúc Phương... Tờ nhạc do nhóm xuất bản được giới mộ nhạc đánh giá cao vì in ronéo bản đẹp và minh họa công phu do chính Duy Khánh chỉ đạo thực hiện.
Năm 1965, ông cùng với nữ danh ca Thái Thanh thu thanh bản trường ca Con đường cái quan của Phạm Duy. Sau đó cả 2 người cùng hát trường ca Mẹ Việt Nam. Cho đến nay, 2 bản trường ca này vẫn gắn liền với giọng hát Thái Thanh, Duy Khánh.
Sau sự kiện 30 tháng 4 năm 1975, ông ở lại Việt Nam và bị cấm hát trong một thời gian dài, sau đó thành lập đoàn nhạc Quê Hương, quy tụ nhạc sĩ Châu Kỳ, Nhật Ngân, ca sĩ Ngọc Minh, Nhã Phương, Bảo Yến,...
Sau khi sang Hoa Kỳ vào năm 1988, ông hát độc quyền cho Trung tâm Làng Văn, và xuất hiện trên một số cuốn video của trung tâm Asia, sau đó, thành lập trung tâm Trường Sơn tiếp tục ca hát và dạy nhạc cho đến khi qua đời.
Ông mất vào 12 giờ trưa ngày 12 tháng 2 năm 2003, tại bệnh viện Fountain Valley, Quận Cam, California, hưởng thọ 66 tuổi.

## Đời tư
Người vợ đầu tiên của Duy Khánh là ca sĩ Tuyết Mai. Về sau, 2 người đã chia tay.
Năm 1964, ông thành hôn với Âu Phùng, một vũ công xinh đẹp người Việt gốc Hoa trong ban vũ Lưu Bình Hồng, sinh ra 2 người con. Về sau, 2 người đã ly dị.
Vào khoảng giữa thập niên 1970, ông kết hôn với bà Thúy Hoa rồi sống tại Vũng Tàu. Họ có với nhau 3 người con, 1 trai và 2 gái. Ông chuyển sang theo đạo Công giáo và có tên thánh là Micae.

## Nhận xét
| “                  | Trong giọng ca Duy Khánh, nghe âm hưởng tiếng trống cổ thành, tiếng thông reo trên đồi Vọng Cảnh | ” |
| — Nhạc sĩ Phạm Duy |                                                                                                  |   |

| “                 | Danh ca Duy Khánh ngày đó là một người rất đào hoa, tốt với bạn bè, lúc nào cũng chịu chơi, xả láng hết mình, không tiếc gì. Anh đẹp trai, lại có tài nên được rất nhiều người đẹp xung quanh | ” |
| — Ca sĩ Băng Châu | |   |

## Sáng tác
- Ai ra xứ Huế (1964)[2]
- Anh lên rừng núi cao nguyên
- Anh về một chiều mưa (1962)[3]
- Bao giờ em quên (1963)[4]
- Biết trả lời sao (1965)[5]
- Chuyện buồn ngày xưa (1962)
- Đâu bóng người xưa (1961)
- Đêm bơ vơ (1973)[6]
- Đêm nao trăng sáng (1959)
- Điệu buồn chia xa (1994)
- Đi từ đồng ruộng bao la (1969)
- Đường trần lá đổ [7]
- Giã từ Đà Lạt (1964)
- Hát trên đỉnh đèo (1991)
- Hoài ca (1956)
- Huế đẹp Huế thơ
- Lớp lớp phù sa (Trường ca)
- Lối về đất mẹ (1965)[8]
- Màu tím hoa sim (1964)[9]
- Một lần trong đời
- Mưa bay trong đời (1966)
- Mừng anh chiến sĩ
- Mùa chia tay (1965)
- Nỗi buồn 20 (1967)
- Nỗi niềm riêng (1988)
- Nén hương yêu (1964)[10]
- Ngày tháng đợi chờ (1961)
- Ngày xưa lên năm lên ba (1974)[11]
- Người anh giới tuyến (1968)
- Ơi người bạn Sài Gòn (1994)
- Sao không thấy anh về (1962)[12]
- Sao đành bỏ quê hương (1976)
- Sầu cố đô (1963)[13]
- Thư về em gái thành đô (1967)
- Thương về miền Trung (1962)[14]
- Tình ca quê hương (1966)
- Trăm năm bến cũ (1967)
- Trường cũ tình xưa (1969)
- Vùng quê tương lai (1967)
- Xin anh giữ trọn tình quê (1966)[15]

## Băng nhạc, CD

### Trước 1975:
- Trường Sơn 1: Hát giữa quê hương (02-05-1971)
- Trường Sơn 2: Quê hương và tuổi trẻ (02-07-1971)
- Trường Sơn 3: Người tình và quê hương (17-09-1971)
- Trường Sơn 4: Ca khúc thịnh hành (20-11-1971)[16]
- Trường Sơn 5: Tình trong khói lửa (24-12-1971)
- Trường Sơn 6: Quê hương và tuổi loạn (24-06-1972)
- Trường Sơn 7: Quê hương, mùa trăng, mùa thu (22-09-1972)[17]
- Trường Sơn nhạc tuyển (14-01-1973)
- Trường Sơn 8 (14-07-1974)
- Trường Sơn 9: Nhặt lá vàng rơi (1975)
- Cỏ May 1 (28-10-1972) [18]
- Cỏ May 2 (24-12-1972) [19]
- Cỏ May Xuân 1973 (15-01-1973)
- Tiếng hát Duy Khánh 1 (15-06-1973) [20]
- Tiếng hát Duy Khánh 2 (27-10-1974) [21]
- Tiếng hát Duy Khánh 3 (1975)
- Uyên Ương 1 (28-09-1974) [22]

### Làng Văn:
- Làng Văn tape 074 / CD 044: Con là người ngoại đạo (1988) với V.A.
- Làng Văn tape 075 / CD 157: Xuân đi lễ chùa (1988) với V.A.
- Làng Văn tape 076 / CD 003: Tác phẩm & Tiếng hát (Duy Khánh 1) (1988) với Hương Lan, Ngọc Minh, Mai Hương
- Làng Văn tape 080: Tình nào trong mắt em (1988) với Thanh Tuyền, Hương Lan
- Làng Văn tape 088 / CD 024: Một mai giã từ vũ khí (Duy Khánh 2) (1989) [23]
- Làng Văn tape 089 / CD 054: Biệt kinh kỳ (1989) với Chế Linh, Tuấn Vũ [24]
- Làng Văn tape 090 / CD 041: Mưa trên phố Huế (1989) với Hương Lan [25]
- Làng Văn tape 096: Giọt buồn không tên (1989) với Phương Dung, Tuấn Vũ
- Làng Văn tape 109: Đêm thánh vô cùng (1989) với V.A.
- Làng Văn tape 114: Tình khúc Trúc Phương & Lam Phương (1989) với Tuấn Vũ, Chế Linh, Phương Dung, Thanh Tuyền[26]
- Làng Văn tape 115 / CD 075: Chiều Tây Đô (1989) với Nhật Trường
- Mimosa tape 02: Gió chuyển mùa thương / Làng Văn CD 151: Ngày xưa em nói (1990) với Thanh Tuyền, Hương Lan, Chế Linh [27]
- Làng Văn CD 057: Hát cho mai sau (1990)[28]
- Làng Văn tape 116 / CD 162: Nhạc tuyển Duy Khánh (Duy Khánh 3) (1990) [29]
- Làng Văn tape 119: Trời Huế vào thu chưa em (1990) với Hương Lan
- Làng Văn tape 124 / CD 071: Cô hàng xóm (1990) với Thanh Tuyền, Elvis Phương
- Làng Văn tape 125 / CD 091: Những vùng đất mang tên anh (1990) với Chế Linh
- Làng Văn tape 134 / CD 092: Về đâu mái tóc người thương (Duy Khánh 4) (1991) [30]
- Làng Văn tape 143 / CD 106: Ngày cưới em 2 (Sơn Ca đặc biệt) (1992) với Sơn Ca, Hùng Cường, Mai Lệ Huyên, Khánh Dũng
- Làng Văn tape 146: Nương chiều (1992) (Trường Sơn Duy Khánh 12)
- Làng Văn 236: Bức tranh quê (1997) với Mỹ Huyền, Chí Tâm

### Trường Sơn Duy Khánh:
- Trường Sơn Duy Khánh 1: Quê hương ta (1990) với Hương Lan [31]
- Trường Sơn Duy Khánh 2: Tình đời, Tình bạn, Tình yêu (1990) với Hương Lan, Ngọc Lan [32]
- Trường Sơn Duy Khánh 3: Lính và đời lính (1990) với Hương Lan, Như Mai
- Trường Sơn Duy Khánh 4: Xa nguồn yêu thương (1991) với Hương Lan, Giao Linh, Lê Uyên, Thanh Huyền [33]
- Trường Sơn Duy Khánh 5: Sớm muộn tôi cũng về (1991) với Hương Lan, Thiên Trang, Lê Uyên, Thanh Huyền [34]
- Trường Sơn Duy Khánh 6: Không chủ đề 1 (1991) với Hương Lan, Hà Thanh, Thanh Huyền, Carol Kim [35]
- Trường Sơn Duy Khánh 7: Mẹ trong lòng người đi (1991) với Hương Lan, Giao Linh, Thiên Trang, Hạ Lan [36]
- Trường Sơn Duy Khánh 8: Vườn dâu xanh (1991) với Hương Lan, Khánh Ly, Thiên Trang, Như Mai, Thiện Cơ, Xuân Sơn
- Trường Sơn Duy Khánh 9: Những chiều không có em (1991)
- Trường Sơn Duy Khánh 10: Những mảnh tình quê (1991) với Hương Lan, Hà Thanh, Thanh Tuyền, Thanh Huyền, Hồng Hạnh
- Trường Sơn Duy Khánh 11: Lời đầu năm cho con (1992) với Carol Kim, Thanh Huyền, Hồng Hạnh, Quốc Biên, Nhật Quang
- Trường Sơn Duy Khánh 12: Nương chiều (1992)

### Cali Music:
- Cali Music 1: Chiều trên phố Bolsa (1994) với Hương Lan, Thanh Huyền, Mộng Huyền
- Cali Music 2: Tình yêu và nỗi nhớ (1994) với Dạ Thảo
- Cali Music 2': Từ tiếng hát tiếp nối (1996) [37]
- Cali Music 3: Ở hai đầu nỗi nhớ (1994) với Hương Lan, Thanh Huyền, Nhật Quang, Hà Thanh [38]
- Cali Music 4': Gửi người về cát bụi (1995) [39]
- Cali Music 5: Người bạn tình xưa (1994) [40]
- Cali Music 6': Điệu buồn chia xa (1996) [41]
- Cali Music 7: Quê hương đi về (1994)
- Cali Music 8: Huế tình yêu của tôi (1997) với Hương Lan, Hà Thanh [42]
- Cali Music 9: Tâm sự người hát bài quê hương (1997-98)
- Cali Music 10: Người lính già xa quê hương (1998) [43]
- Cali Music 11: Năm 2000 năm (1999) [44]
- Cali Music 12: Con Quốc Việt Nam (2000) [45]

### Khác:
- Dạ Lan 35: Trên 4 Vùng Chiến Thuật (1987) collection nhạc thâu trước 1975
- Giáng Ngọc 92: Vỹ Dạ đò trăng (1989) với Hương Lan, Thiên Trang
- Giáng Ngọc 167: Tấm ảnh ngày xưa (1992) với Hương Lan
- Giáng Ngọc 185: Bao giờ em quên (1993) với Hương Lan
- Hải Âu 87: Niềm thương nhớ (1993) với Mỹ Huyền
- Hải Âu 98: Để nhớ đến công ơn dưỡng dục sinh thành 2 với Dalena, Mỹ Huyền, Thiên Trang, Khả Tú, Randy, Thu Hương
- Phượng Hoàng 41: Hòn vọng phu (1992) với Hương Lan ngâm thơ
- Phượng Hoàng 42: Ngày xuân thăm nhau (1993) với Hương Lan, Trang Thanh Lan, Thanh Huyền
- Phượng Hoàng 43: Cuối đường kỷ niệm (1993) với Chế Linh, Thanh Tuyến, Giao Linh, Trang Thanh Lan
- Phượng Hoàng 46: Đi chơi chùa hương (1993) với Phựong Vũ, Phưong Hồng Quế, Trang Thanh Lan, Sơn Ca, Phượng Mai
- Phượng Hoàng 47: Chốn xưa em về (1993) với Hương Lan, Thái Châu, Hải Lý
- Phượng Nga 12: Đi tìm bóng mát quê hương (1992)
- Thái 2: Chờ em trong mưa (199?) với nhiếu ca sĩ
- Thanh Hằng 6: Dòng sông hò hẹn (1994) với Nhật Trường, Giao Linh, Hương Lan
- Thanh Hằng: Kiếp sau (1996) với Thanh Tuyền, Phi Long
- Tình Ca 20 số 2: Phượng hồng, phượng tím (1990) với Chế Linh, Thiên Trang, Như Mai, Phương Dung
- Tình Nhớ 46: Không biết hôm nay vì sao tôi buồn (1994)
- Tú Quỳnh 83: Trăng rụng xuống cầu (1995) song ca

## Trình diễn trên sân khấu

### Trung tâm Asia
| STT | Tiết mục                                                                                 | Thể hiện với                                             | Chương trình | Năm  |
| --- | ---------------------------------------------------------------------------------------- | -------------------------------------------------------- | ------------ | ---- |
| 1   | Xuân này con không về (Trịnh Lâm Ngân)                                                   | đơn ca                                                   | ASIA 10      | 1995 |
| 2   | LK Tàu đêm năm cũ, Kẻ Ở Miền Xa, Mưa Nửa Đêm, Ai cho tôi tình yêu (Trúc Phương)          | Phương Hồng Quế, Thanh Thuý                              | ASIA 11      | 1996 |
| 3   | Xin Anh Giữ Trọn Tình Quê (Duy Khánh)                                                    | đơn ca                                                   | ASIA 12      | 1996 |
| 4   | Việt Nam Về Trong Nỗi Nhớ (nhạc Trúc Hồ, lời Trầm Tử Thiêng)                             | Hợp Ca                                                   | ASIA 12      | 1996 |
| 5   | LK 24 Giờ Phép (Trúc Phương), Một Người Đi (Mai Châu), Sao Không Thấy Anh Về (Duy Khánh) | Hoàng Oanh                                               | ASIA 14      | 1997 |
| 6   | Người Lính Già Xa Quê Hương (Nhật Ngân)                                                  | đơn ca                                                   | ASIA 36      | 2002 |
| 7   | Xin Anh Giữ Trọn Tình Quê (Duy Khánh)                                                    | Đặng Thế Luân (dùng lại hình ảnh và giọng hát Duy Khánh) | ASIA 48      | 2005 |
| 8   | Việt Nam Về Trong Nỗi Nhớ (Trầm Tử Thiêng, Trúc Hồ)                                      | Hợp Ca (dùng lại hình ảnh và giọng hát Duy Khánh)        | ASIA 54      | 2007 |
| 9   | Xuân này con không về (Trịnh Lâm Ngân)                                                   | Đặng Thế Luân (dùng lại hình ảnh và giọng hát Duy Khánh) | ASIA 60      | 2009 |

### Thế Giới Cười
| STT | Tiết mục                                                        | Thể hiện với | Chương trình    | Năm  |
| --- | --------------------------------------------------------------- | ------------ | --------------- | ---- |
| 1   | LK Bao Giờ Em Quên (Duy Khánh) & Đưa Em Vào Hạ (Trầm Tử Thiêng) | Khành Triều  | Thế Giới Cười 2 | 2002 |

## Liên kết
- Tiểu sử Duy Khánh